# Storchenbrunnen (Gerstungen)

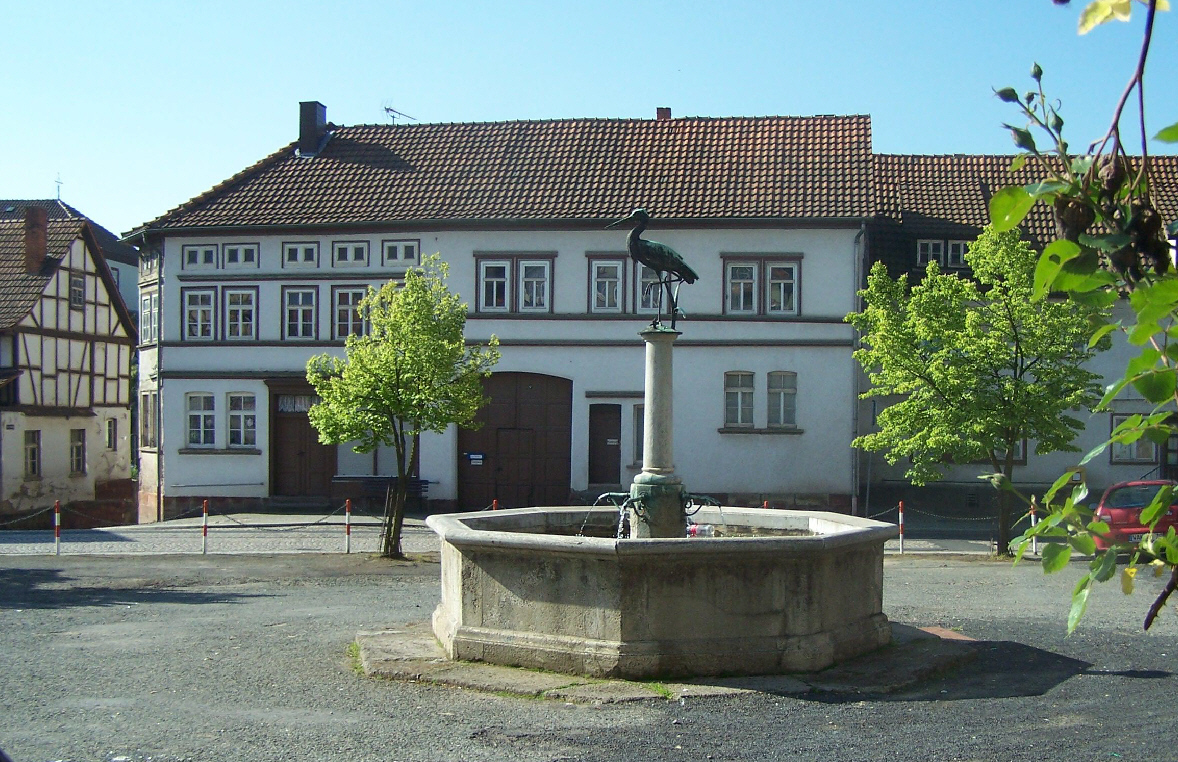
Westansicht

Der Storchenbrunnen ist ein 1936 auf Initiative des Gerstunger Verschönerungsvereins aufgebauter Kump auf dem Marktplatz in Gerstungen im Wartburgkreis in Thüringen.

## Beschreibung
Der vor der ehemaligen Apotheke errichtete Brunnen ist ein achteckiger Kump mit einer im Zentrum befindlichen Wasserzuführung mit vier Ausflussröhren,  auf der eine schlanke Steinsäule mit einem bronzenen Storch – dem Gerstunger Wappentier – steht.
Der Brunnen wurde 1932 in Auftrag gegeben und am 7. Juni 1936 eingeweiht. Als Gestalter, zugleich Bauleiter wurde der Weimarer Kunstprofessor Ludwig Nick (1873–1936) geworben, dem dieser Brunnen eine Herzensangelegenheit war. Der etwa lebensgroße Storch und die mit kleinen Tierfigürchen verzierten Wasserröhren wurden in der Berliner Kunstgießerei Hermann Noak  gefertigt. Die Brunneneinfassung und die Säule bestehen aus Oberdorlaer Kalkstein, die Steinmetzarbeiten wurden von der Mihlaer Firma Schlothauer übernommen. Der Aufbau des Brunnens wurde durch die Gerstunger Firma Linß bewerkstelligt.